# H

Litera Hh scrisă cu fontul „School Script Dashed”.

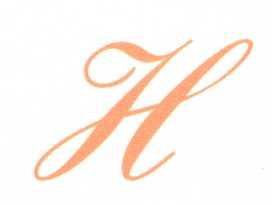
Majuscula H

Minuscula h

H (numită: /haʃ/ sau /hɨ/) este a opta literă din alfabetul latin și a zecea din alfabetul limbii române. În limba română litera H se pronunță în funcție de contextul fonetic ca unul din următoarele sunete:
- consoană fricativă glotală surdă [h], de exemplu în cuvântul harnic,
- consoană fricativă palatală surdă [ç], de exemplu în cuvântul hibrid,
- consoană fricativă velară surdă [x], de exemplu în cuvântul hram,
- consoană fricativă uvulară surdă [χ], de exemplu în cuvântul iaht.
- Consoana fricativă glotală surdă poate fi folosit în grupurile de litere che, chi, ghe, ghi.

## Istorie
| O6 |

| O6 |

## Utilizări

### Înfizică
- h : simbol pentru prefixul hecto-;
- h : simbol pentru oră;

### Îngeografie
- h : simbol pentru înălțime, diferență de nivel sau altitudine deasupra nivelului mării.

## Caractere asemănătoare

### Caractere descendente sau asemănătoare folosite în versiuni ale alfabetului latin
- H cu diacritice: Ĥ ĥ Ȟ ȟ Ħ ħ Ḩ ḩ Ⱨ ⱨ ẖ ẖ Ḥ ḥ Ḣ ḣ Ḧ ḧ Ḫ ḫ ꞕ
- Simboluri din Alfabetul Fonetic Internațional asemănătoare cu H:  ʜ ꟸ ɦ ʰ ʱ ɥ ᶣ

## Alte reprezentări
| Alfabetul fonetic NATO | Codul Morse |
| Hotel                  | ····        |

|                                                 |                     | ⠓       |
| Sistemul de semnalizare maritimă internațională | Alfabetul semaforic | Braille |